# Denticulado

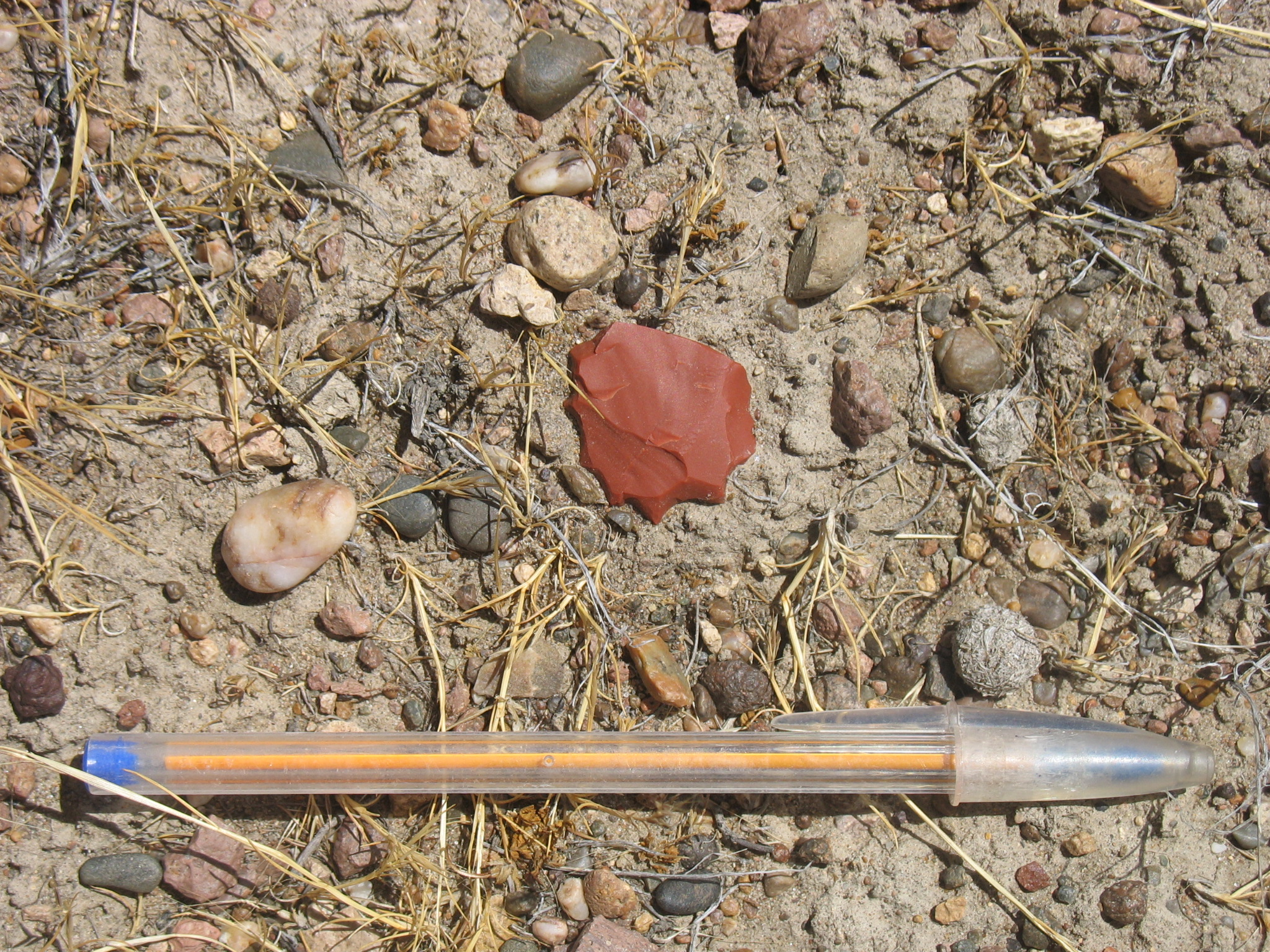
Denticulado hallado en superficie cerca de Puerto Deseado, Santa Cruz. (Argentina).

El útil denticulado o denticulado, es un instrumento lítico prehistórico sobre lasca, cuyo filo está trabajado con una serie de muescas contiguas y regulares y del mismo tamaño, como una especie de sierra. La tipología tradicional especifica una serie de variedades similares a las de las raederas, es decir, hay denticulados simples, denticulados dobles y denticulados convergentes que, cuando tienen retoque con una orientación única, es decir, solo directo o solo inverso, se denominan puntas de Tayac; pero, cuando tienen orientación alterna, se denominan picos buriloides alternos. Hay, por último, útiles denticulados especiales como el denominado triángulo con muescas o el seudo-microburil.
Cuando las muescas son de características diferentes puede tratarse de retoque irregular sin carácter denticulado; también puede ocurrir que sea un retoque accidental no humano, debido al deterioro de la pieza por acciones naturales (seudorretoque), en ese caso, los golpes pueden ser alternantes.
|  |  |

El Denticulado forma parte de la industria lítica característica del Paleolítico Medio, aunque su cronología es mucho más larga, ya que aparece antes y perduran mucho después. 
También es posible hallarlo en industrias líticas de otras áreas del mundo. Por ejemplo en la Patagonia argentina aparece de forma esporádica en los conjuntos líticos de los sitios arqueológicos. Son muy numerosos en algunos pocos sitios de la costa de la Provincia de Santa Cruz.